# Vertoog
Vertoog of discours (Engels: discourse, Frans: discours) is het spreken van een bepaalde groep op een bepaald niveau (politiek, wetenschap, literatuur, 'alledaags') waarmee de betreffende groep de werkelijkheid structureert en daarmee impliciet vastlegt wat zij voor moraliteit en waarheid houdt. Het begrip wordt vaak in verband gebracht met de Franse filosoof Michel Foucault en de Duitse filosoof Jürgen Habermas en is afkomstig van de Franse psychoanalyticus Jacques Lacan. Lacan introduceerde het begrip om meer grip te krijgen op het onderbewuste van de mens. De mens wordt na zijn geboorte ingevoerd in de taal en wordt daarmee ingevoerd in een epistemologisch construct dat mede bepaalt wie hij is (subject) en hoe hij is. Het begrip discours verwijst naar zo'n construct van samenhangende begrippen waarbinnen een individu subject is en de wereld betekenis heeft. Discours beschrijft niet alleen een vooraf bepaalde realiteit, maar de realiteit kan alleen door discours gekend worden. Discours kan op deze manier gezien worden als iets dat een bepaalde afbeelding van de wereld schept. Foucault plaatste dit begrip later in een historisch perspectief en concludeerde dat elk tijdvak zijn eigen discours kent. Hij noemde dit epistèmè.

## Uitleg van diverse filosofen
Foucault beschouwde het vertoog als een materieel verschijnsel. Het oefent dus macht uit in de samenleving. Vertogen zijn in de samenleving verbonden aan allerlei procedures; niet iedereen mag zomaar alles zeggen. Het onderwerp kan onder meer taboe zijn, of de spreker niet gekwalificeerd. Foucault liet zich inspireren door het essay De analytische taal van John Wilkins van Jorge Luis Borges waarin deze de fictieve Chinese lijst Hemels emporium van weldadige kennis opvoert om de pogingen belachelijk te maken van Wilkins om een taal te creëren waarbij de woorden zichzelf beschrijven door uit te gaan van categorieën:
De dieren kunnen verdeeld worden in a) toebehorend aan de keizer, b) gebalsemd, c) tam, d) speenvarkens, e) zeemeerminnen, f) fabeldieren, g) zwerfhonden, h) die in deze classificatie zijn opgenomen, i) die tekeergaan als dwazen, j) ontelbare dieren, k) geschilderd met een fijnkameelharen penseel, l) enzovoort, m) die juist een vaas gebroken hebben, n) die in de verte op vliegen lijken.
Borges noemde daarna ook de willekeur van de categorisatie in het UDC van het Office international de bibliographie.
Foucault stelde dat elke cultuur en elke tijd zijn eigen discours heeft om de wereld in te delen en dat categorisatie in het ene discours in een ander discours niet begrepen wordt.
Victor Burgin gaf een voorbeeld van hoe er vanuit verschillende discoursen naar iets gekeken kan worden. Een chemicus kijkt anders naar water dan bijvoorbeeld een technicus die hydraulische techniek behandelt. Beiden kijken vanuit een ander discours naar hetzelfde object, namelijk water, maar zullen het op twee verschillende manieren beschrijven.